# Leiurus
Genre
Synonymes
- Iraquioleiurus Lourenço, 2022

Leiurus est un genre de scorpions de la famille des Buthidae.

## Distribution
Les espèces de ce genre se rencontrent dans le Nord de l'Afrique et en Asie de l'Ouest.

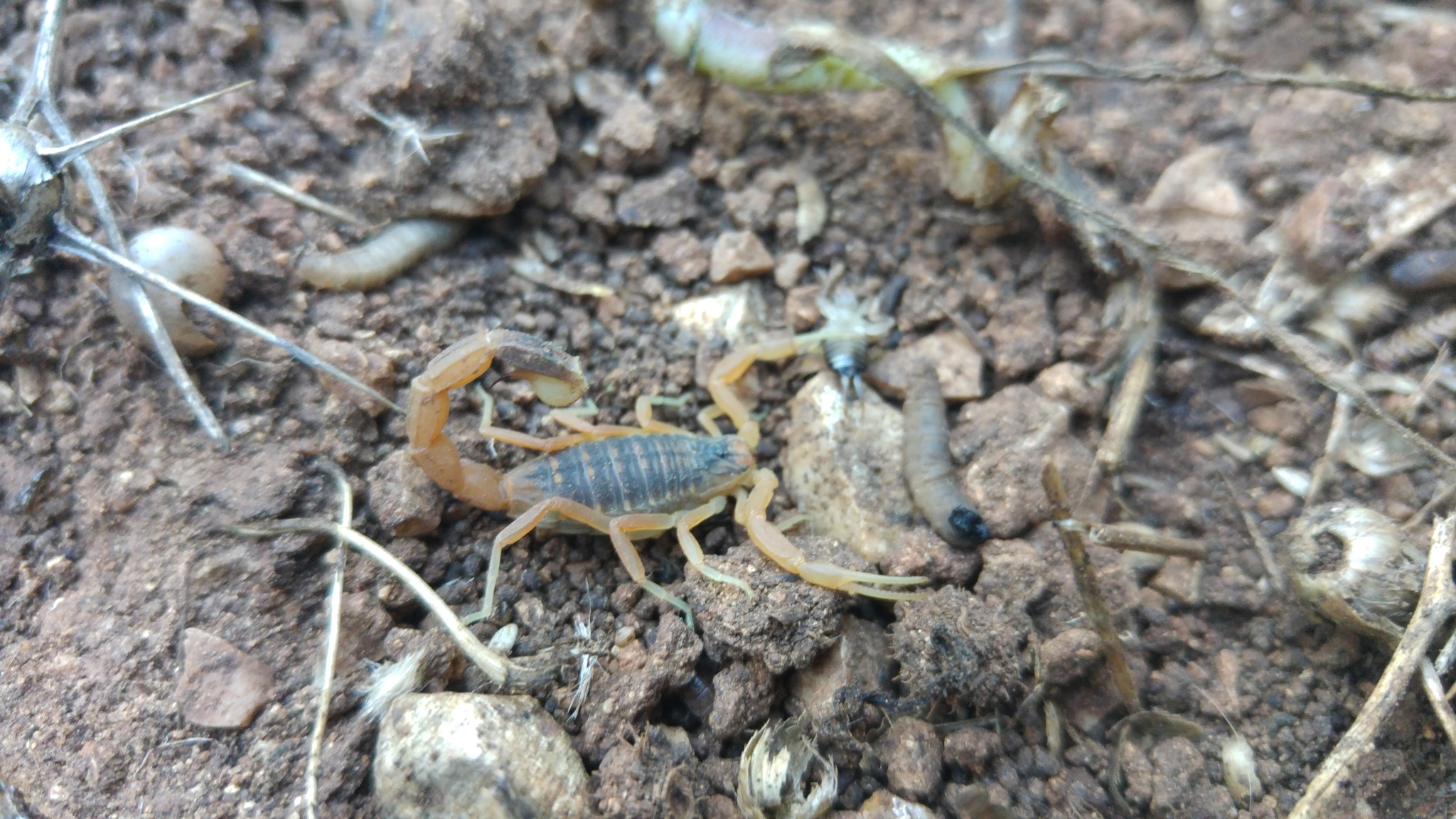
Leiurus hebraeus

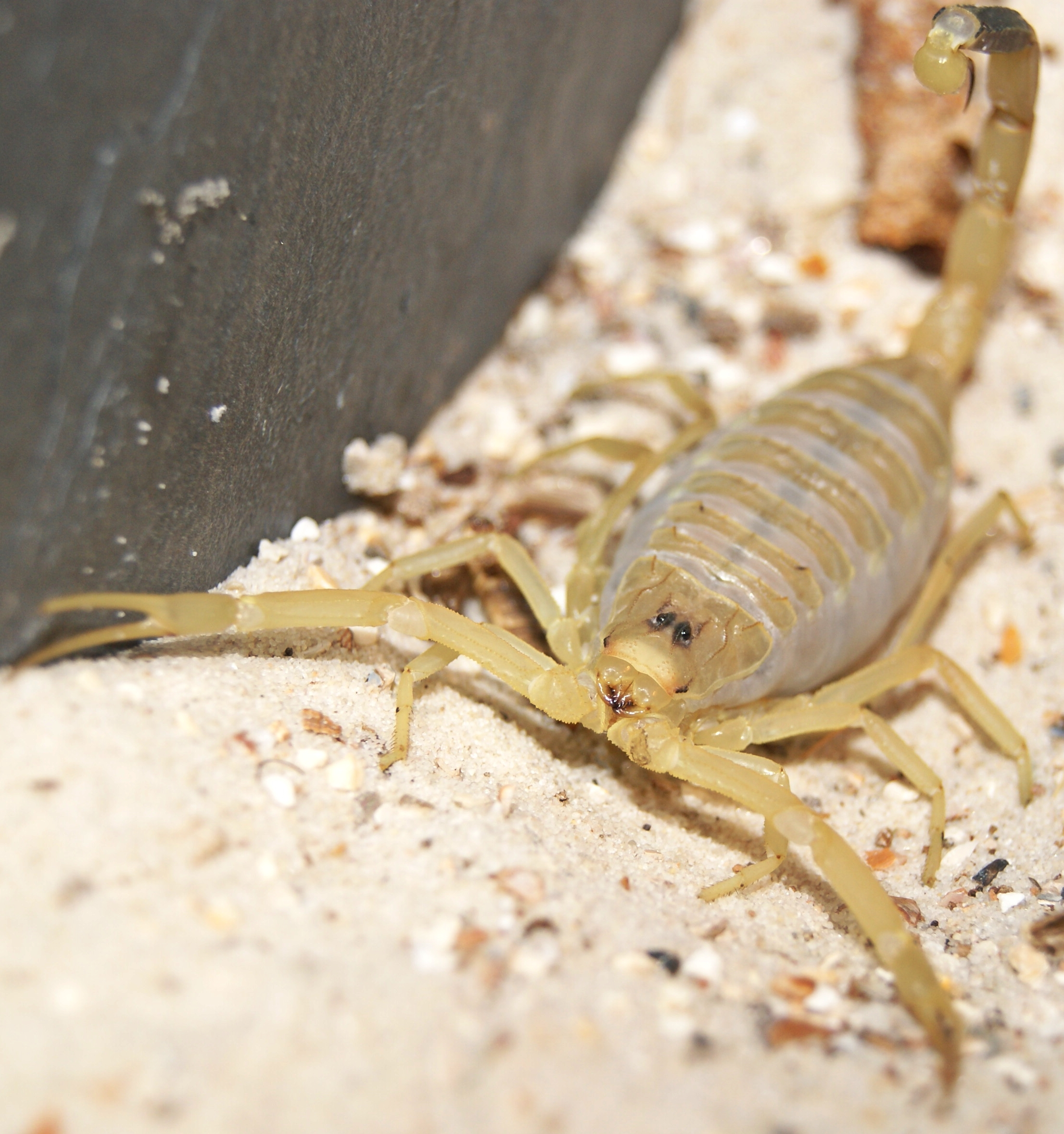
Leiurus quinquestriatus

## Liste des espèces
Selon The Scorpion Files (13/08/2025) :
- Leiurus abdullahbayrami Yağmur, Koç & Kunt, 2009
- Leiurus arabicus Lowe, Yağmur & Kovařík, 2014
- Leiurus ater Lourenço, 2019
- Leiurus aylaensis Abu Afifeh, Al-Saraireh & Amr, 2025
- Leiurus brachycentrus (Ehrenberg, 1829)
- Leiurus dekeyseri Lourenço, 2020
- Leiurus fezzanensis Yağmur, Aboshaala & Kovařík, 2025
- Leiurus gubanensis Kovařík & Lowe, 2020
- Leiurus hadb Al-Qahtni, Al-Salem, Alqahtani & Badry, 2023
- Leiurus haenggii Lowe, Yağmur & Kovařík, 2014
- Leiurus heberti Lowe, Yağmur & Kovařík, 2014
- Leiurus hebraeus (Birula, 1908)
- Leiurus hoggarensis Lourenço, Kourim & Sadine, 2018
- Leiurus jordanensis Lourenço, Modry & Amr, 2002
- Leiurus kuwaiti Lourenço, 2020
- Leiurus libycus (Birula, 1908)
- Leiurus macroctenus Lowe, Yağmur & Kovařík, 2014
- Leiurus maculatus Lourenço, 2022
- Leiurus nigellus Abu Afifeh, Aloufi & Al-Saraireh, 2023
- Leiurus nigerianus Lourenço, 2021
- Leiurus quinquestriatus (Ehrenberg, 1828)
- Leiurus saharicus Lourenço, 2020
- Leiurus savanicola Lourenço, Qi & Cloudsley-Thompson, 2006
- Leiurus sinai Badry, Saleh, Lourenço & Ythier, 2023
- Leiurus somalicus Lourenço & Rossi, 2016
- Leiurus tamajeq Lourenço & Ythier, 2024

## Systématique et taxinomie
Ce genre a été décrit par Ehrenberg en 1828.

## Publication originale
- Hemprich & Ehrenberg, 1828 : Zoologica II. Arachnoidea. Symbolae physicae seu icones et descriptiones animalium evertebratorum sepositis insectis quae ex itinere per Africam borealem et Asiam occidentalem. Berolini, Officina Academica, (texte intégral).